# Orthonama crenatilinea
Orthonama crenatilinea är en fjärilsart som beskrevs av Paul Dognin 1914. Orthonama crenatilinea ingår i släktet Orthonama och familjen mätare. Inga underarter finns listade i Catalogue of Life.